# 21331 Lodovicoferrari
21331 Lodovicoferrari este un asteroid din centura principală de asteroizi.

## Descriere
21331 Lodovicoferrari este un asteroid din centura principală de asteroizi. A fost descoperit pe 17 ianuarie 1997 la Prescott (Arizona) de Paul G. Comba. Asteroidul prezintă o orbită caracterizată de o semiaxă mare de 2,57 ua, o excentricitate de 0,23 și o înclinație de 5,3° în raport cu ecliptica.